# Pierre Jonquères d'Oriola

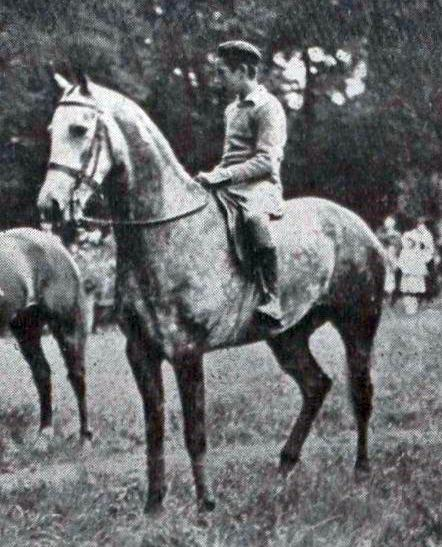
Pierre Jonquères d'Oriola, en juin 1933, à 13 ans ½ sur Rina.

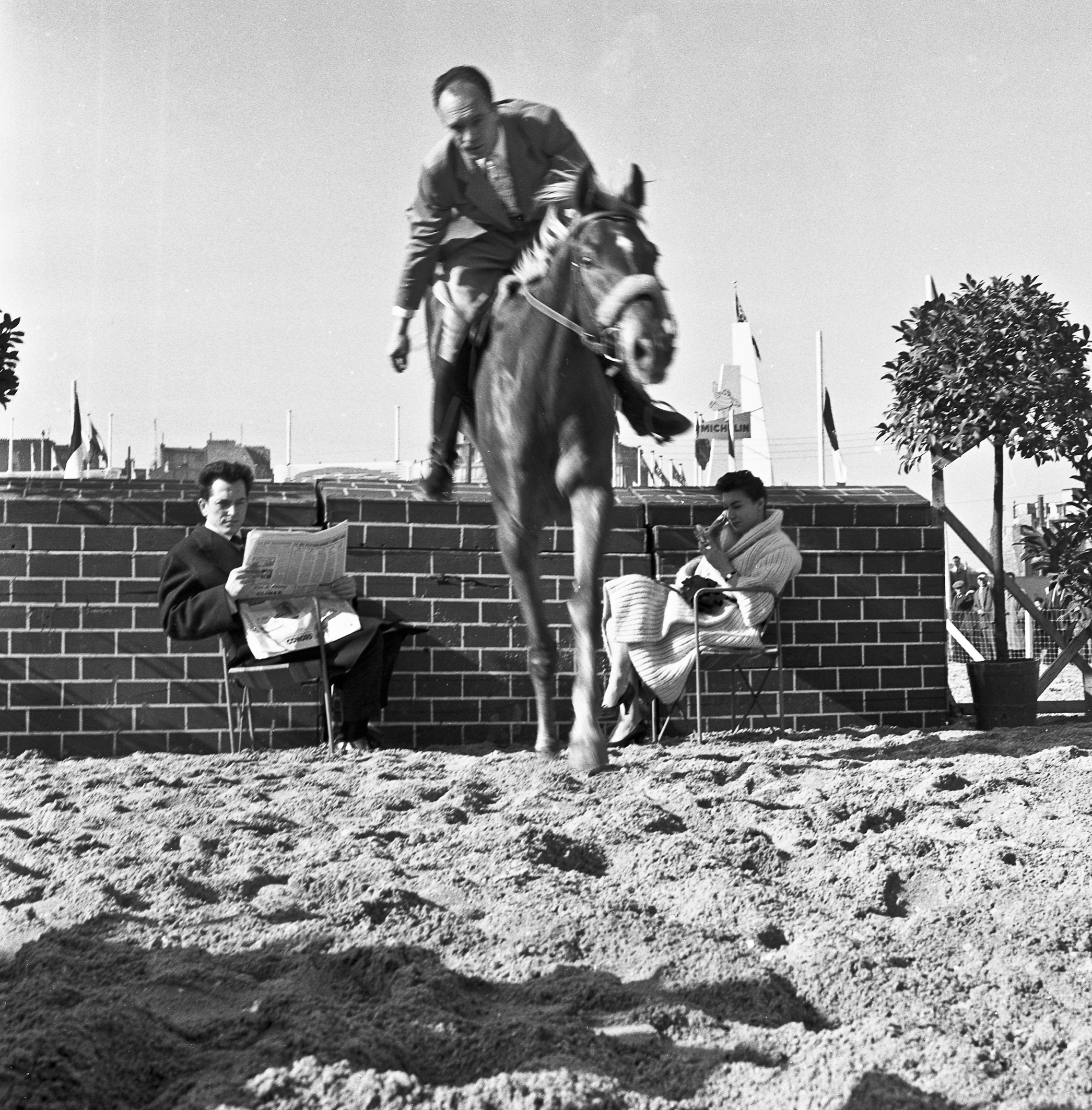
Pierre Jonquère Doriola en 1957 (à D. Colette Duval).

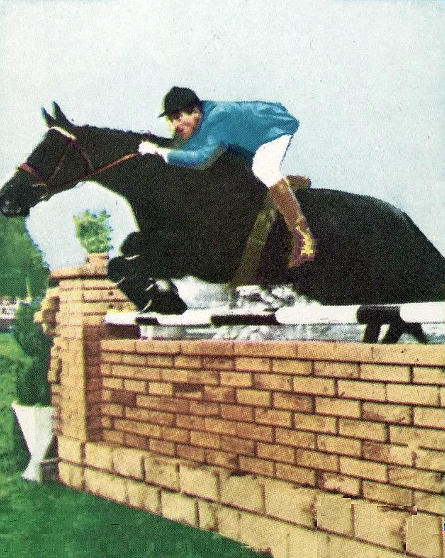
Pierre Jonquères d'Oriola en 1964 (JO).

Pierre Jonquères d'Oriola, né le 1er février 1920 à Corneilla-del-Vercol (département des Pyrénées-Orientales, France) et mort dans cette même ville le 19 juillet 2011 est le cavalier français le plus titré aux Jeux olympiques en saut d'obstacles.

## Biographie
Il fut sélectionné à sept reprises aux Jeux olympiques, en 1948 (comme remplaçant), 1952, 1956, 1960, 1964, 1968, et 1972 (qu'il n'honora pas).
Ses premières compétitions équestres remontent à l'âge de 12 ans, soit dès 1932. Il est alors interne au collège militaire de Sorèze, dans le Tarn, de 1935 à 1938.
Durant la Seconde Guerre mondiale, il adhère au Service d'ordre légionnaire (S.O.L.) le 23 janvier 1943, afin d'échapper au service du travail obligatoire, et devient membre de la Milice six semaines plus tard. Nommé franc-garde le 25 mai 1943, il n'est néanmoins jamais notifié à ce sujet et ne participe à aucune opération contre la résistance dans les Pyrénées-Orientales.  Le 4 octobre il demande à démissionner de la Milice pour convenances personnelles et en janvier de l'année suivante il part pour l'école de cavalerie de Saumur. Il rentre chez ses parents à Corneilla-del-Vercol le 10 juin 1944 et reprend ses activités d'agriculteur. Après la libération de Perpignan, il est arrêté le 2 septembre 1944 et incarcéré au camp de Rivesaltes, dont il sort le 17 mars suivant. Jugé le 25 septembre 1945, il est condamné à quinze ans de dégradation nationale. Il bénéficie plus tard d'une loi d'amnistie.
Homme de terroir au franc-parler, ses démêlés avec la Fédération française d'équitation furent particulièrement fréquents[réf. nécessaire]. Il faut aussi noter qu'après son succès aux Jeux Olympiques de 1964 à Tokyo, il refusa de serrer la main de Maurice Herzog, en protestation contre l'interdiction par l'ancien gouvernement gaulliste faite aux sportifs favorables à l'Algérie française d'aller à ces JO deux ans après l'indépendance de l'Algérie.
Il jouait également au rugby, au poste de trois-quart aile.
Après son parcours sportif, il reste viticulteur dans son village natal du Roussillon, en tant que descendant de propriétaires terriens originaires de cette région.
Il a été candidat aux élections européennes de 1979 sur la liste Eurodroite du PFN (Parti des forces nouvelles), menée par Jean-Louis Tixier-Vignancour[réf. souhaitée], ainsi qu'aux élections législatives de 1981 dans la 5e circonscription de Paris comme suppléant de Pascal Gauchon. Il a ensuite été membre du Front national. En 2025, en raison de ce passé politique, la décision du maire Rassemblement national de Perpignan Louis Aliot de nommer le nouveau parc des sports de la ville en son honneur provoque une polémique.
Il meurt le 19 juillet 2011 dans sa résidence à Corneilla-del-Vercol, à l'âge de 91 ans.
Il était le cousin par alliance de l'escrimeur Christian d'Oriola.

## Distinctions

### Décorations
- Officier de la Légion d'honneur Officier de l'Ordre national de la Légion d'honneur[10]
- Officier de l'ordre national du Mérite Officier de l'Ordre national du Mérite (France)
- Officier de l'ordre du Mérite agricole Officier de l'Ordre du Mérite agricole

- Officier de l'Ordre national de la Légion d'honneur
- Officier de l'Ordre national du Mérite (France)
- Officier de l'Ordre du Mérite agricole

### Récompenses
- Grand Prix Olympique de l’Académie des sports en 1964
- Prix Claude Foussier de l'Académie des Sports en 1952, et 1964 avec l'équipe de France olympique de jumping

## Palmarès
- 1936 : Recordman de France de saut en hauteur à cheval
- 1959 : Champion d'Amérique du Sud de saut d'obstacles individuel
- Champion olympique de saut d'obstacles individuel : 
  - 1952[11] avec Ali Baba ( Helsinki );
  - 1964[11] avec Lutteur B : médaille d'or acquise lors de la dernière journée des JO de Tokyo - la seule de la délégation française.
    - Vice-champion olympique de jumping par équipes : 1964 (Tokyo), et 1968 (Mexico), avec l'écuyère Janou Lefèbvre (64 - 68), et Marcel Rozier (68)
- 1954, 1956, 1958 et 1959 : quadruple Champion de France de saut d'obstacles individuel
- 1966 : Champion du monde de saut d'obstacles individuel avec Pomone B (1er français -le seul jusqu'en 1990, avec Éric Navet- à remporter ce titre, à Buenos Aires)
- 1967 : Champion d'Allemagne de saut d'obstacles individuel
- Coupe du Roi, à Londres
- Grand Prix de Rome : à deux reprises
- Grand Prix de Paris
- Grand Prix de Genève
- Grand Prix de Nice
- Grand Prix de Bruxelles
- Grand Prix d'Aix-la-Chapelle (en 1971)
- Plus de 500 victoires en 25 années de compétitions internationales, dont 5 olympiades couvertes

## Publications
- Pierre Jonquères d'Oriola, A cheval sur cinq olympiades, éd. Solar, Paris, 1968;
- Pierre Jonquères d'Oriola et (propos recueillis par) Elsa Romero, Équitation naturelle, Canet-en-Roussillon, Éditions Trabucaire, 2008, 131 p. (ISBN 978-2-84974-084-2, BNF 41407439)